# Отфеј (Дордоња)
Отфеј (фр. Hautefaye) насеље је и општина у југозападној Француској у региону Аквитанија, у департману Дордоња која припада префектури Нонрон.
По подацима из 2011. године у општини је живело 118 становника, а густина насељености је износила 9,46 становника/km². Општина се простире на површини од 12,47 km². Налази се на средњој надморској висини од 210 метара (максималној 206 m, а минималној 139 m).

## Демографија
| 1962. | 1968. | 1975. | 1982. | 1990. | 1999. | 2011. |
| ----- | ----- | ----- | ----- | ----- | ----- | ----- |
| 164   | 169   | 146   | 144   | 129   | 116   | 118   |

График промене броја становника у току последњих година